# جیکوب اسمیت (هنرپیشه)
جاناتان جیکوب چارلز ویلیام اسمیت (انگلیسی: Jonathan Jacob Charles William Smith؛ زادهٔ ۲۱ ژانویهٔ ۱۹۹۰) در مونروویا کالیفرنیا زاده شد. اوهنرپیشه و نوازنده اهل ایالات متحده آمریکا است.
از فیلم‌ها یا برنامه‌های تلویزیونی که وی در آن نقش داشته‌است می‌توان به تروآ، دوجینش ارزان‌تر است و دوجینش ارزان‌تر است ۲ اشاره کرد. دو فیلم آخر به دلیل فروش مناسب در گیشه وی را به شهرتی قابل قبول رساندند.